# Đuro Pilar
Đuro Pilar (Slavonski Brod, 22. travnja 1846. – Zagreb, 19. svibnja 1893.), hrvatski geolog, sveučilišni profesor, prvi profesor astronomije na zagrebačkom sveučilištu, rektor Sveučilišta u Zagrebu, putopisac i šahist. 
Objavio je jedno od prvih hrvatskih djela o seizmologiji, "Gründzuge der Abyssodynamik", u kojem je među prvima zastupao teoriju da se unutrašnjost Zemlje sastoji od tekuće magme.
Uz ime Đure Pilara obično se nalaze pobliže oznake: geolog, univerzitetski profesor u Zagrebu; bavio se geologijom, paleontologijom i tektonikom. Bio je znanstvenik koji je svojim geološkim istraživanjima osjetno pridonio poznavanju promjena na Zemljinoj kori i donio sasvim novu teoriju o djelovanju unutrašnjih sila Zemlje. No, uz sve ovo on je itekako zadužio i hrvatsku astronomiju 19. stoljeća.
Rodio se 22. travnja 1846. godine u Slavonskom Brodu, u vrijeme kada je diljem Europe vjera u vrijednost i potrebu proučavanja prirodnih znanosti počela polako utirati čovječanstvu novi put. Otac mu je bio kovač u Brodu, po narodnosti Čeh.
Đuro Pilar je pučku školu završio u rodnom gradu, a gimnaziju u Osijeku i Zagrebu gdje je maturirao u Klasičnoj gimnaziji 1866. godine, da bi s 20 godina bio mladi erudit sa znanjem njemačkog, francuskog, engleskog, talijanskog, ruskog i češkog jezika. Ujesen 1866. godine nalazimo ga u Bruxellesu na sveučilištu gdje ubrzano studira filozofiju, da bi dvije godine kasnije, u dobi od 22 godine, doktorirao, uz obvezu da još cijele školske godine 1868/69. nastavi rad u fizikalnom i kemijskom laboratoriju. Dana 28. lipnja 1869. godine polučuje docenturu i proglašen je "članom sveučilišta". Iste godine tiskana je u Bruxellesu njegova radnja o revoluciji zemaljske kore, a dokaz njezine vrijednosti i zanimljivosti je prijevod tiskan u Washingtonu 1877. godine. Iako je radnja iz predmeta opće geologije i njome je već zacrtan put budućega hrvatskog znamenitog geologa, nije zanemariva činjenica da već tada nalazimo kod Pilara ne samo zavidno astronomsko znanje, već i očitu sklonost prema astronomiji. Kako o ovoj knjizi piše Kišpatić, Pilar je predočio faze u razvoju Zemlje u skladu s tada poznatim astronomskim činjenicama. Počinje s atrakcijom, govori o plinovitom stanju nebeskih tjelesa i izvodi razvoj tih nebeskih tjelesa i njihovih trabanata (pratilac, satelit) te razmatra razvoj Sunčevog sustava i same Zemlje.
Pilar je iz Bruxellesa otišao u Pariz, u kojem je boravio devet mjeseci školske godine 1869/70. i stekao znanja iz mineralogije, radio u kemijskom laboratoriju i pohađao paleontološka i geološka predavanja. O Uskrsu godine 1870. otišao je s članovima pariškoga geološkog društva u sjevernu Francusku i sudjelovao pri geološkom istraživanju sjeveroistočnog dijela Francuske do Namura u Belgiji.
Za vrijeme njegova školovanja, u Zagrebu se dosta radilo na razvijanju prirodnih znanosti. Tako godine 1866. Narodni muzej postaje Zemaljskim zavodom. Godine 1867. Spiridon Brusina preuzima kao pristav upravu prirodoslovnoga dijela Narodnoga zemaljskog muzeja u Zagrebu. Zagrebački prijatelji nagovorili su Đuru Pilara, mladog i sposobnog znanstvenika da se poglavito posveti geologiji kako bi mogao pomoći razvoju moderne hrvatske geologije. On je ovaj zadatak prihvatio i cijeli život posvetio tom cilju. Vratio se u Zagreb, u dobi od 24 godine i 29. srpnja 1870. imenovan je upraviteljem mineraloško-geološkog odjela Narodnog muzeja u Zagrebu, a 1875. i profesorom za mineralogiju i geologiju na Zagrebačkom sveučilištu.
Još od vremena studija u Bruxellesu, omiljena Pilarova tema bila je ekscentričnost zemaljske osi. Ovu Zemljinu posebnost on, naravno, nije koristio samo u užem astronomskom smislu, nego je raspravljao o utjecaju te ekscentričnosti na različitu razdiobu topline na jednoj i drugoj polukugli i nagomilavanju većeg leda oko jednog pola nego oko drugoga. Napisao je više radova o uzrocima oleđivanja.
Ženio se dva puta. Prva žena, Klementina Crnadak, rodila mu je sina Ivu, koji je radio kao odvjetnik u Tuzli; druga žena, Filipina Reiss, rodila mu je tri kćeri. Pilar je u Brodu 1881. i 1884. biran za narodnog zastupnika.

## Astronomska predavanja na zagrebačkom sveučilištu
Vrlo brzo nakon svečanoga otvaranja sveučilišta, godine 1875., otvara se Matematičko-prirodoslovni odjel Mudroslovnog fakulteta i Pilar preuzima katedru za minerologiju i geologiju. Prema čl. 50 zakonskoga članka od 5. siječnja 1874. godine, po kojem se imala odvijati nastava na Kraljevskom sveučilištu, bilo je na Matematičko-prirodoslovnom odjelu predviđeno i predavanje iz astronomije. Pritom je astronomija spadala u neobavezne predmete za koje slušatelji mogu birati žele li ih slušati, a predavanja bi se trebala održavati svake ili barem svake druge ili treće godine. Čini se, međutim, da je astronomija imala tu nesreću da na zagrebačkom sveučilištu tada nije bilo stručnjaka koji bi je htio ili mogao predavati, a poticaj za predavanja iz astronomije potekao je tek nakon osnutka katedre za geografiju, godine 1883. Tih je godina Đuro Pilar upisivao svoje ime u povijest geoloških znanosti, a godine 1879., sa svoga geološkog putovanja po zapadnoj Bosni daje i doprinos književnosti, putopisom: Putopisne crtice iz Bosne, Zagreb, 1879.  Sljedeće godine bolestan je, vjerojatno od posljedica napornog putovanja, da bi potom u Zagrebu doživio Veliki potres 9. studenoga 1880. godine i svim se žarom posvetio proučavanju seismijskih odnošaja zemlje. Temeljem tih proučavanja piše djelo o tekućoj Zemljinoj unutrašnjosti i dosta tankoj čvrstoj kori. Godine 1884. izabran je za rektora u školskoj godini 1884/85., a u inauguracijskom predavanju zalaže se za što skorije otvaranje medicinskoga fakulteta u Zagrebu.
Tih godina Pilar svim snagama radi sa Spiridonom Brusinom na oživotvorenju ideje o osnutku Hrvatskoga naravoslovnog (prirodoslovnog) društva, što je okrunjeno osnutkom društva krajem 1885. godine, u godini sjećanja na pola stoljeća proteklih od početka ilirskog preporoda.
Godine 1886., nedugo nakon početka djelovanja Hrvatskoga naravoslovnog društva, a dvanaest godina nakon navedenog zakonskog članka, kojim su odobrena predavanja iz astronomije, Đuro Pilar započinje predavati astronomiju, u zimskom semestru školske godine 1886/87. Navedene je školske godine tri sata u tjednu predavao Opisnu astronomiju, a zatim šk. god. 1890/91. isti kolegij dva sata tjedno, dakle, za svaku generaciju studenata svake četvrte godine.
Astronomiju, koju je Đ. Pilar očito volio, iako nije bila primarna znanost kojom se bavio, zadužio je s još dvije stvari. Godine 1890. kao zadnje djelo objavio je Geografijske koordinate ili položaji glavnijih točaka Dalmacije, Hrvatske, Slavonije i djelomice susjednih zemalja,  imenito Bosne i Hercegovine, Istre, Kranjske itd. na temelju nove specijalne karte Austro-ugarske monarhije u mjerilu 1 : 75.000, s preko 6000 mjesta. U Obzoru je o tom djelu napisano: "On je nuždan ne samo za znanstveno istraživanje potresa, u koju svrhu postoji poseban odbor kod naše akademije, ne samo u svrhe astronomičke i za kalendariografiju, nego i za praktičnu geografiju, nuždan i koristan je planincima i mornarima, za poznavanje srednjega mjestnoga vremena i za ustanovljenje polutnika. Koristan je turisti, kartografu i geologu. Svi ovi bit će zahvalni našemu Pilaru, a osobito mu duguje naša naučna književnost, koju je toli liepim dielom obogatio."
Druga stvar indikativna za svezu Đure Pilara i astronomije, su riječi objavljene u predgovoru toga Pilarovog djela, kojima izražava želju da se "čim prije popuni na našoj univerzi stolica astronomije i osnuje astronomički opservatorij". Deset godina nakon njegove smrti, jedna se njegova želja ostvarila: hrvatski narod je u Zagrebu dobio astronomski opservatorij – Zvjezdarnicu Hrvatskoga prirodoslovnog društva na Popovu tornju, 1903. godine.
Na izložbi u Prirodoslovnom muzeju u Zagrebu, povodom stote obljetnice Pilarove smrti, 1993. godine, pod naslovom Slavonac i Zemlja, među izlošcima je prikazan i rukopis Pilarova sveučilišnog udžbenika iz astronomije, iz kojeg se može vidjeti na koji način i u kojem obimu je Pilar svojim studentima prezentirao tada poznata astronomska znanja. Smrt ga je svakako spriječila u dovršenju i tiskanju istog. Umro je u Zagrebu, 19. svibnja 1893., u dobi od samo 47 godina.

## Šahovska karijera
Prvi šahovski turnir u Hrvatskoj odigran je u siječnju 1886. u Zagrebu; pobjednik je bio Đuro Pilar. Prema sačuvanoj dokumentaciji prvi šahovski klub osnovan Hrvatskoj je Zagrebački šahovski klub osnovan u Zagrebu 11. ožujka 1886. godine. Utemeljio ga je Đuro Pilar sa svojim suradnicima. To su bili Dragutin pl. Šram i dr. Slavko Wolf. Klub je bio registriran prema tadašnjim zakonskim propisima te je imao svoja „Pravila“ službeno potvrđena 22. ožujka 1886. godine. U siječnju iste godine odigran je prvi šahovski turnir u Zagrebu pod nazivom „Pokusni turnir“. Organizirao ga je Đuro Pilar prema iskustvu stečenom za vrijeme studija u Bruxellesu, gdje se družio s nekima od najpoznatijih onodobnih šahista. Turnir je imao 9 natjecatelja, a pobijedio je Dragutin pl. Šram.